# Heinrich Rau
Pour les articles homonymes, voir Heinrich Rau (homonymie) et Rau.
Heinrich Gottlob Rau (2 avril 1899 – 23 mars 1961), appelé aussi Heiner Rau, est un ouvrier métallurgiste communiste allemand sous la république de Weimar, un officier supérieur des Brigades internationales pendant la guerre d'Espagne, et après la Seconde Guerre mondiale un homme d’Etat important en République démocratique allemande pendant 15 ans.
Entre 1933 (année de l’arrivée au pouvoir des nazis) et 1945, il a été emprisonné pendant environ 8 ans. Ses titres officiels en RDA ont été : membre du bureau politique du comité central du SED, président de la Staatlische Plankommission (ou SPK : Commission nationale de planification), et ministre du génie mécanique, du commerce extérieur et du commerce inter-allemand. Il a aussi été l'équivalent d'un ministre des relations extérieures de la RDA.

## Jeunesse
Né à Feuerbach (aujourd’hui un faubourg de Stuttgart), dans le royaume de Wurtemberg, Rau est le fils d’un agriculteur devenu ouvrier d’usine. À 15 ans, il entre chez Robert Bosch GmbH comme ouvrier sur presse, et il y restera jusqu’en 1920. Rau milite très tôt dans des organisations de jeunesses socialistes (il devient en 1916 président de son association de jeunesse), il est aussi membre du syndicat des métallurgistes (Deutscher Metallarbeiterverband).
Il participe à la Première Guerre mondiale, est blessé en septembre 1918. Hospitalisé, il se rétablit et participe à la tentative de révolution allemande de 1918-1919. Quand les émeutes en Wurtemberg amènent le roi à s’exiler, Rau est nommé chef d’une unité de police à Zuffenhausen, sa banlieue natale. Il suit les spartakistes, et renforce leurs consignes de grève. L’entreprise Bosch le licencie alors. Le jeune Rau devient communiste après la fondation du KPD en 1919, et il est bientôt chef de la cellule du KPD de Zuffenhausen, et membre du bureau du KPD de Stuttgart. Edwin Hoernle (de), une des autorités du KPD, lui dispense sa protection et ses conseils, lui prête des livres.

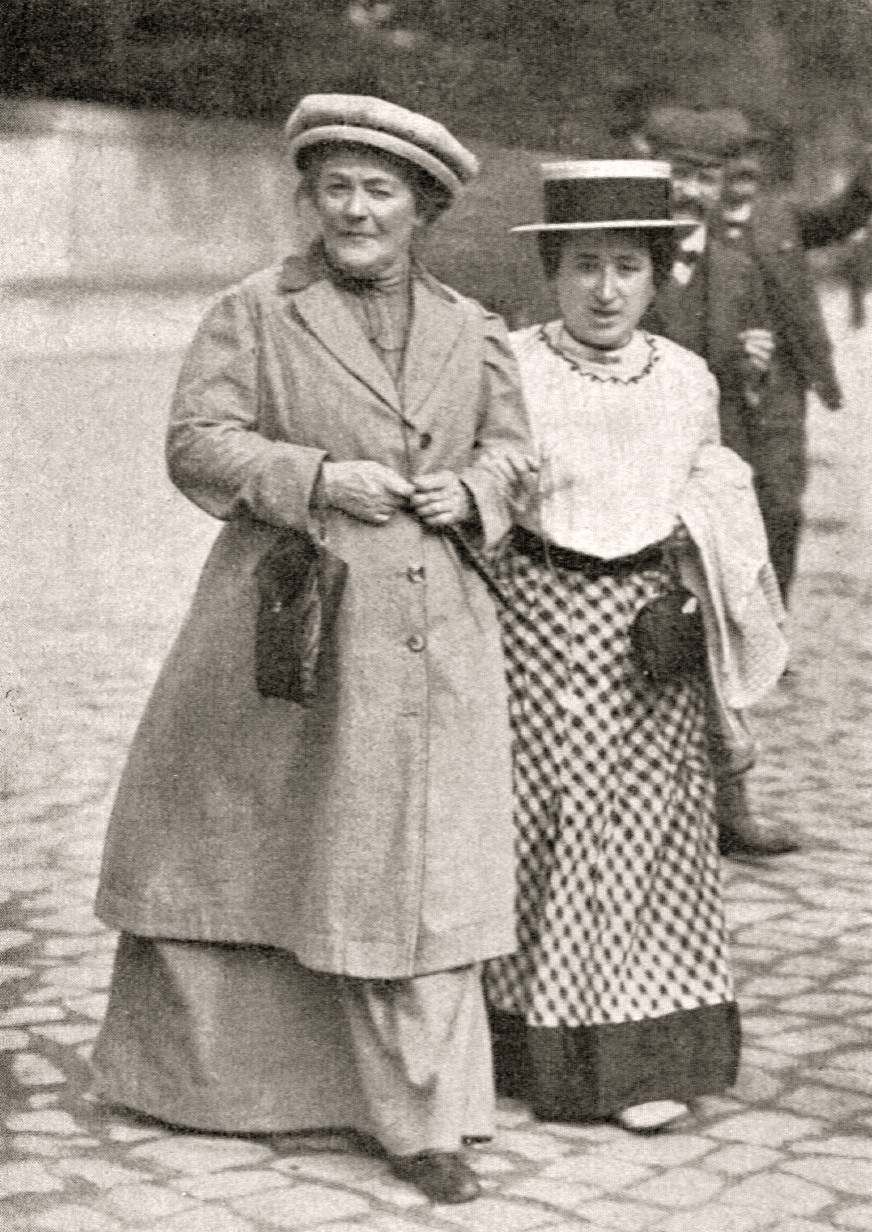
Clara Zetkin (à gauche) et Rosa Luxemburg en 1910.

Clara Zetkin, éminente figure politique de la gauche wurtembourgeoise et membre fondatrice de la IIe Internationale devient aussi mentor du jeune Rau. Il la suit à Berlin quand elle est élue députée au Reichstag en 1920.
En novembre 1920, Rau devient fonctionnaire du KPD et dirige (tout d’abord sous la supervision de Hoerle, puis seul après la nomination de Hoernle au comité exécutif du Comintern en 1922) le bureau Agriculture au comité central (CC) du KPD à Berlin. Pendant 10 ans, il donne des cours et des conférences dans les écoles du parti, et édite divers journaux de gauche destinés à la classe agricole : « Land und Forstarbeiter » (« Le travailleur de la terre et de la forêt »), « Der Pflug » (« La Charrue »). Rau fait aussi partie des bureaux directeurs de plusieurs associations de paysans de gauche, soit nationales (comme le Reichsbauernbund, l’Association des paysans allemands) – soit internationales : Comité international des travailleurs de l’agriculture et de la forêt, Comité européen des paysans, Conseil International des paysans (Moscou 1930). De 1928 à 1933, Rau est aussi membre du Preußischer Landtag, le nouveau parlement de l'État libre de Prusse, et y est nommé à la tête du comité des affaires agricoles.

## Espagne et France
Hitler et les nazis arrivent au pouvoir en janvier 1933 ; Rau entre alors dans la clandestinité, il devient instructeur pour le secteur sud-ouest de l’Allemagne. Il est arrêté fin mai 1933, et condamné en décembre 34, avec Bernhard Bästlein, par le Volksgerichtshof en vertu du « décret du 28 février pour la protection du Peuple et de l’État » pris par le président de la République allemande, pour « préparation d’actes de haute trahison ». Après avoir purgé une peine de 2 ans de prison, Rau est libéré. En août 1935, il passe en Tchécoslovaquie, puis en URSS, et est nommé à l’Institut Agraire International de Moscou.
Quand la guerre civile éclate en Espagne (à la mi-juillet 1936), Rau effectue un stage à l’école d’officiers de Riazan, puis est envoyé en Espagne. Il y arrive en avril 1937 et est d'abord affecté à la formation des commissaires politiques qui seront attribués à chaque brigade internationale. Il est par la suite nommé à l’état-major de la XIe BI, puis devient fin 1937-début 38 commandant de la XIe BI à la place de Richard Staimer, qui avait lui-même remplacé le général Kleber à la tête de la XIe BI.

Timbre de RDA (1966) : Rau en uniforme d'officier supérieur des BI devant un défilé de brigadistes en armes et de drapeaux. À droite, au-dessus d'officiers saluant du poing levé, un civil ressemblant à Rau se dresse de profil sur une tribune (les commissaires politiques étaient le plus souvent en civil).

Sous Rau, la XIe BI suit le déclin général de l'armée républicaine face aux franquistes : elle participe à la bataille de Teruel, puis essaie de résister à l’offensive nationaliste d’Aragon (début mars 1938), pendant laquelle Rau est blessé. Blessé en avril 1938, remplacé à la tête de la XIe BI par Gustav Szinda (pour quelques semaines) puis par le hongrois Ferenc Münnich (dit Otto Flatter), Rau est hospitalisé puis emprisonné : son rival Richard Staimer (qu’il a remplacé à la tête de la XIe BI dans des conditions chaotiques) et André Marty l’accusent de trahison et de trotskisme, et veulent sa destitution et son exécution dans le cadre de la Grande Purge. Rau est cependant libéré.
Rau est en France en mai 1938, et il s’occupe activement d’aider les brigadistes germanophones qui ont quitté l’Espagne ; il est même membre du bureau central du PCF jusqu’en 1939. Puis il revient en Espagne, et avec Ludwig Renn dirige les derniers groupes armés républicains qui protègent l’exode de la population catalane vers la France après la chute de Barcelone. Cette lutte d’arrière-garde a sans doute sauvé environ 470 000 civils et combattants.
Rau est arrêté par la police française en septembre 1939 et interné au camp du Vernet (Ariège). Au printemps 1941, la justice française émet un mandat d'arrêt à son encontre. Puis, il est mis au secret (novembre 1941) à la prison de Castres. En juin 1942, le régime de Vichy le livre à la Gestapo.

## Allemagne

### 1942-1949

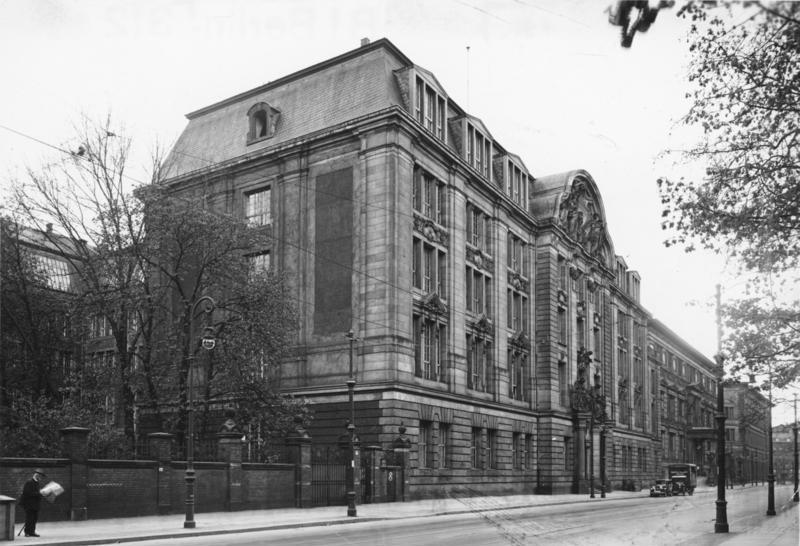
Le no 8, Prinz-Albrecht-Straße à Berlin : le siège de la Gestapo (photo de 1933).

Rau, emprisonné dans le centre de détention de la Gestapo (Prinz-Albrecht-Straße) à la mi-1942 est transféré au camp de concentration de Mauthausen en mars 43. Il y organise la résistance, et fomente (avec entre autres l'aide de son fidèle ami Franz Dahlem) une révolte qui éclate à la fin de la guerre.
Dès sa libération, Rau, infatigable, se rend immédiatement à Vienne et avec l’aide des survivants du Parti communiste d'Autriche, y rassemble d’anciens prisonniers politiques. En juillet 1945, il ramène 120 d’entre eux, en convoi, jusqu’au secteur soviétique de Berlin.
En septembre 1945, les autorités de la zone d’occupation soviétique (SBZ) nomment Rau à la tête du service des approvisionnements, agriculture et forêts de la province du Brandebourg. Il s’occupe ensuite de la réforme agraire au Brandebourg, puis début 1946 est nommé chef de la commission des séquestres, et du service des transports et de l’économie.

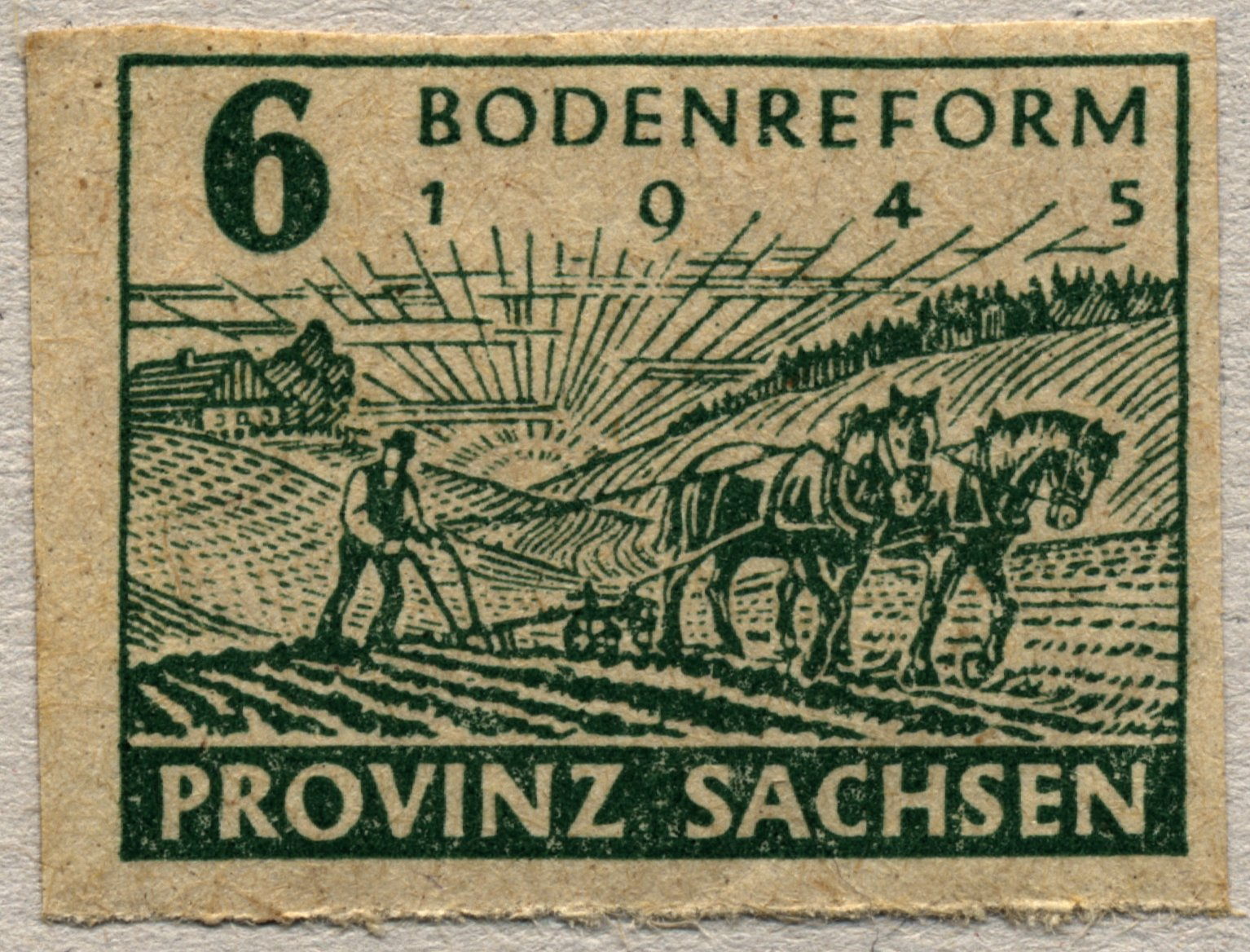
Timbre commémorant la réforme agraire de 1945 en Saxe. La mauvaise qualité du papier et l'absence de dentelures témoignent de la pénurie régnant en Allemagne (notamment à l'Est) à la fin de la guerre.

C’est aussi en 1946 que le SED est formé de la fusion du KPD et du SPD, et Rau est membre du nouveau parti. Après les élections de novembre 1946, Rau fait partie des dirigeants du SED. Le Brandebourg passe alors du statut de province à celui d’État fédéral, et de 46 à 48 Rau, qui est délégué au parlement du Brandebourg, est nommé ministre de l’Économie et du Plan.

### Rau directeur de la DWK (juin 47-octobre 49)

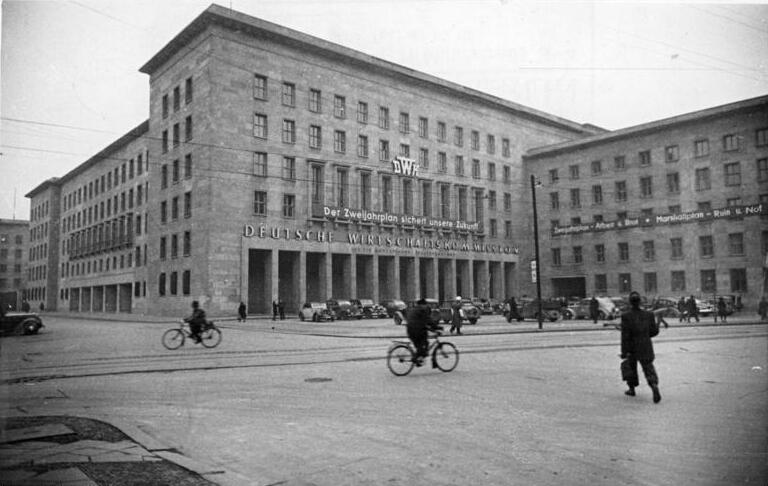
À Berlin-Est, le bâtiment de l'ancien ministère de l'Air de Goering devenu le siège de la Commission économique allemande.

En mars 1948, Rau est nommé président de la Commission économique allemande (Deutsche Wirtschaftskommission, ou DWK), qui siège dans l'ancien ministère de l'Air. La DWK, qui va bientôt, grâce à des prérogatives très étendues accordées par les autorités soviétiques occupantes (la Sowjetische Militäradministration in Deutschland ou SMAD), diriger de fait la zone d’occupation russe (et deviendra même l'équivalent du futur gouvernement de l’Allemagne de l’Est) doit faire face à des situations difficiles. L’une d’elles est la réforme monétaire de juin 1948 : la trizone d'occupation occidentale abandonne le reichsmark pour le deutsche Mark, et pour éviter le désastre économique, la RDA doit l’imiter et créer l'ostmark (mark est-allemand). Rau profite de l’occasion pour instaurer un régime préférentiel dans les aides allouées aux entreprises d’État par rapport aux entreprises privées.
Une autre des conséquences de la disparité des monnaies ouest et est-allemandes fut une dispute entre les puissances au sujet de la monnaie qui devrait être utilisée à Berlin. Il en résulta le blocus de Berlin par l’URSS, qui fut contourné par un pont aérien instauré par les États-Unis (ce conflit faillit d'ailleurs déclencher une Troisième Guerre mondiale).
Sous la direction de Rau, qui négocie habilement avec Vladimir Semionovitch Semionov (le proconsul soviétique en Allemagne de l'Est), un important point de friction avec la SMAD est supprimé : les Russes considèreront désormais les Allemands de l’Est comme des partenaires et non des vaincus à dépouiller systématiquement au nom des réparations de guerre. Un plan de coopération économique soviéto-est-allemand de 6 mois est signé pour la 2e moitié de 1948; il sera suivi par un plan de 2 ans pour 1949 et 1950.
Cependant, le plus grand obstacle à la mise en route de ce plan fut le blocus de Berlin par l’URSS (de juin 1948 à mai 1949) ; ce blocus fut d’ailleurs suivi par un contre-blocus de la zone d’occupation russe par les occidentaux. Rau chercha à représenter aux Russes combien le blocus était dommageable pour la population de Berlin-Est, fortement dépendante des livraisons venues de Berlin-Ouest, et ceci malgré l’« aide généreuse et désintéressée accordée par les Soviétiques aux Berlinois ». La levée du blocus (12 mai 1949) peut être en grande partie attribuée aux efforts de Rau.
En 1949, le redressement économique de la future RDA est en bonne voie, et, tandis que la DWK voit ses effectifs administratifs doubler (ils passent de 5 000 à 10 000 fonctionnaires entre la mi-1948 et le début 1949), Rau signe le premier traité commercial avec un pays étranger : la Pologne (mars 1949).

### L'économie en RDA, de 1949 à 1953

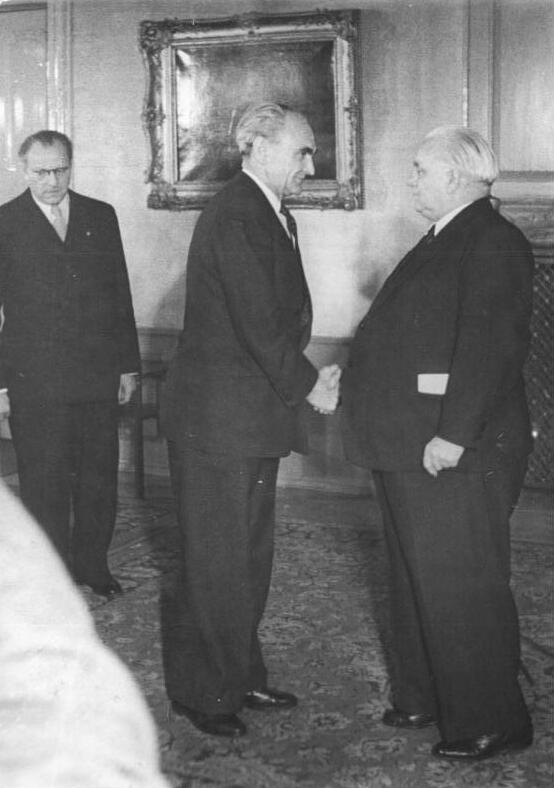
Le 16 novembre 1950, palais de Berlin-Niederschönhausen : le premier ministre Otto Grotewohl présente les membres de son gouvernement au président de la RDA, Wilhelm Pieck. Le vice-Premier ministre et président de la Commission nationale de planification Heinrich Rau vient d'être assermenté.

La création de la RDA est proclamée le 7 octobre 1949, et 5 jours plus tard la DWK est dissoute. Rau devient alors délégué à l’Assemblée du peuple (le nouveau parlement) et participe à la formation du gouvernement. En 1950, Rau est membre du Politburo et siège au conseil des ministres de la RDA.
Il est ensuite ministre du Plan (1949-50), puis de 1950 à 1952, président de la Commission nationale du Plan.
Mais le redressement économique de la RDA est freiné par l'excès de bureaucratie, les ingérences politiques et les luttes pour le pouvoir entre les politiciens. Théoriquement détenteur des clés de l’économie est-allemande et de son développement, mais en fait bridé par l'appareil politique, Rau était entré début 1949 en conflit avec le secrétaire général du SED Walter Ulbricht et avait rejeté sur le « bureau Ulbricht » et sa conduite aberrante des affaires la responsabilité de la faillite économique imminente de la RDA.
Le vieux président de la RDA, Wilhelm Pieck (par ailleurs beau-père de Richard Staimer, ennemi personnel de Rau depuis la guerre d’Espagne et maintenant apparatchik et chef de la Stasi) avait pris parti dans le conflit et réveillé contre Rau la vieille accusation de « trotskisme » datant de 1938.
En 1952-1953, Rau dirige le nouveau Centre de coordination de l’industrie et des transports au conseil des ministres de la RDA : cet organisme a été créé afin de contrer les effets négatifs d’une bureaucratie trop pesante et d’un politique économique erratique.
Staline meurt en mars 1953, et les nouveaux dirigeants de l’URSS envisagent de suivre une « nouvelle politique » de développement économique, de libéralisation et d'augmentation du niveau de vie des masses. Rau leur semble un remplaçant possible du staliniste Ulbricht à la tête de la RDA, et l’idéologue du SED Rudolf Herrnstadt ébauche une marche à suivre dans ce sens. Mais l’Insurrection de juin 1953 en Allemagne de l'Est, qui est brutalement réprimée par l’Armée rouge et la Volkspolizei, vient perturber ce schéma. Certes, lors d’une réunion du Politburo le 8 juillet 1953, Ulbricht est mis en minorité et Rau demande sa démission, mais vu la situation politique, personne ne se décide à faire clairement acte de candidature au poste d’Ulbricht. Dès le lendemain, Ulbricht se rend en avion à Moscou, et il en revient confirmé par Khrouchtchev dans ses fonctions.
Finalement, le Neuer Kurs (« Nouvelle politique économique et sociale »), annoncé en 1953 ne débutera en RDA, fort timidement, qu'en juin 1956.

### 1953-61: action diplomatico-commerciale
Après la tentative de renversement d’Ulbricht et son échec, Rau conserve apparemment ses postes, en particulier celui de ministre de l’Industrie. En fait, son pouvoir est très diminué, et il est peu à peu supplanté à la Commission nationale du Plan par Bruno Leuschner, un fidèle d’Ulbricht. Les dissensions au sein de l’équipe dirigeante de la RDA ne seront jamais divulguées par la presse, qui au contraire souligne l’esprit de coopération qui règne au gouvernement.

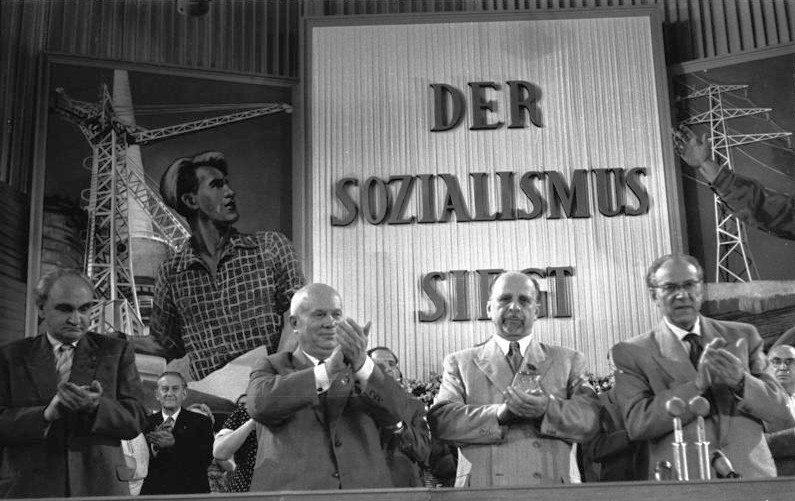
7 octobre 1958 : 5e congrès du SED à Berlin-Est. Devant une fresque intitulée « Le Socialisme gagne », de droite à gauche Otto Grotewohl Premier ministre, vice-président de la RDA ; Walter Ulbricht premier secrétaire du Comité Central du SED ; Nikita Khrouchtchev premier secrétaire du Comité central du PCUS ; Heinrich Rau, membre du Bureau politique du Comité central du SED.

Rau lui-même donne aux observateurs l’impression qu’il continue à œuvrer comme précédemment. En 1954, il reçoit la médaille d’or du Vaterländischer Verdienstorden (ordre du Mérite de la Patrie). En 1964, Ulbricht affirmera lors d’un interview que les trois seules personnes à qui l'on puisse attribuer sur le plan économique « l’avènement du socialisme en RDA avaient été Heinrich Rau, Bruno Leuschner et lui-même. Les autres n’avaient pas voix au chapitre ! ».
Pendant que, de 1953 à 1955, Rau dirigeait le nouveau ministère de la Construction mécanique, il avait pour adjoint Erich Appel. Au début des années 1960, Appel sera le promoteur d’une importante réforme économique, le NES, que Rau avait ébauchée dès le début des années 1950 : il avait alors souligné la nécessité d’un allégement du poids de la bureaucratie du Plan sur les entreprises, à qui il fallait, selon lui, laisser plus d’initiative. Cette tendance à la libéralisation des entreprises fut combattue par Bruno Leuschner, jusqu’à ce qu’Ulbricht, fin 1955, commence à prêter attention aux préconisations d’un nouveau conseiller économique, Wolfgang Berger, qui était favorable à la libéralisation.

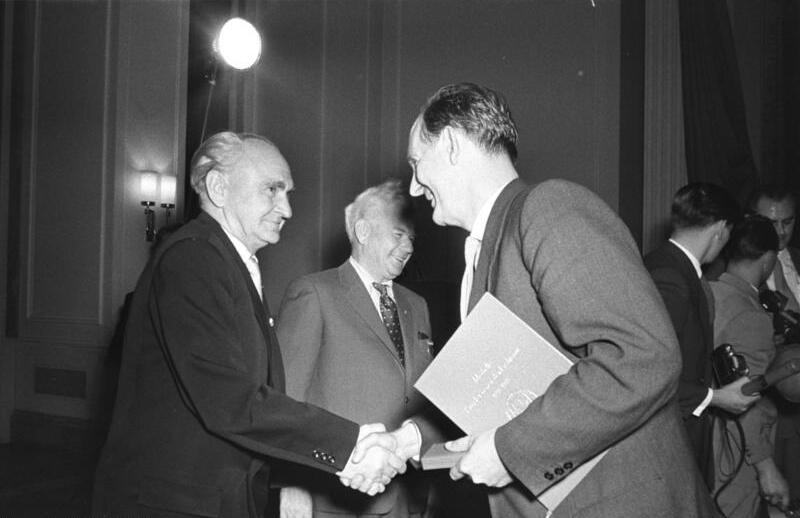
3 septembre 1958 : Le « ministre des Affaires étrangères et du Commerce intérieur allemand, et vice-Premier ministre » Rau (à gauche), félicite le Robert Havemann, physicien atomiste et dissident, qui vient de recevoir la médaille des combattants contre le fascisme (RDA) pour la période 1933 - 1945.

Malheureusement, à cette époque, le contexte politique s’assombrit et devint contraire aux réformes : les masses s’agitaient, et l’insurrection de Budapest en 1956 eut comme conséquence l’augmentation de la tendance au contrôle centralisateur dans les états satellites de l’URSS. Ce n’est que dans les années 1960 que la libéralisation de l’économie pourra être mise en œuvre en RDA.
De 1955 à 1961, Rau est ministre du Commerce extérieur, et du Commerce Inter-Allemand. Le « commerce inter-allemand » désignait les échanges entre la RDA et la RFA, un flux qui était vital pour l’Allemagne de l’Est, mais qui était soumis aux aléas des relations diplomatiques et surtout à la stratégie des deux grandes puissances opposées dans leur guerre froide. La RDA n’étant reconnue que par quelques rares Etats dans le monde à part ceux du bloc socialiste, Rau dut établir des « missions commerciales » dans de nombreuses capitales afin de montrer que les industriels allemands exportateurs de produits manufacturés de qualité n’étaient pas uniquement ceux de la RFA. Comme ces missions commerciales est-allemandes servaient aussi d’ambassades, Rau devint le directeur de la Außenpolitische Kommission beim Politbüro (« Commission de la politique extérieure du Politburo », ou APK). Il se rendit en visite officielle dans de nombreux pays, naturellement ceux du bloc soviétique, mais aussi en Chine, en Albanie, dans le tiers-monde et dans les « pays non-alignés » comme l'Inde et la Yougoslavie. Rau visita aussi plusieurs pays arabes, dont (plusieurs fois) l’Égypte.

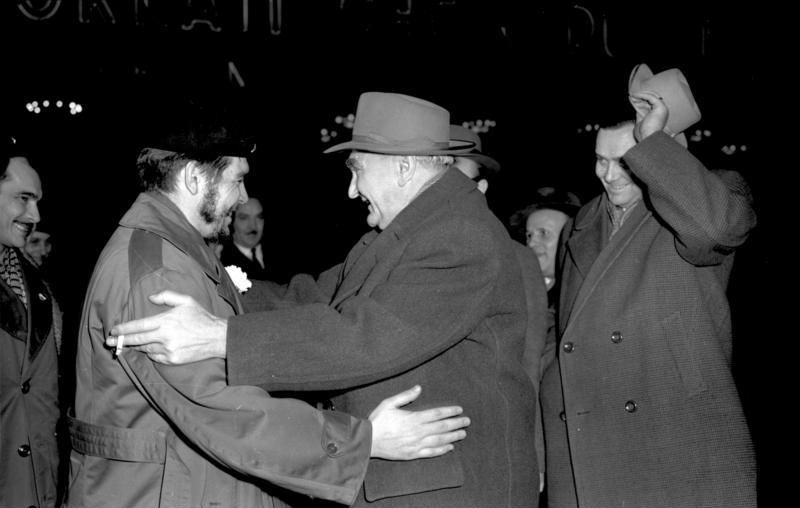
18 décembre 1960, aéroport de Berlin-Schönefeld : Rau « accueille le Dr Ernesto Che Guevara, Ministre, président de la Banque nationale de la république de Cuba ».

Un des derniers traités commerciaux que Rau ait signé fur avec Cuba, que Che Guevara vint parapher le 17 décembre 1960 à Berlin-Est.
Par ailleurs, le 20 juillet 1956, Rau avait décerné une décoration récemment instituée, la médaille Hans-Beimler, à son ami Franz Dahlem, tout récemment réhabilité - ainsi qu'à d'autres anciens combattants de la guerre d'Espagne, et en particulier à Richard Staimer, l'assassin présumé de Beimler.
En 2003, une biographe allemande qualifie son action ainsi : « Sous sa direction, des représentations commerciales furent ouvertes dans de nombreux pays, ouvrant la voie à des représentations diplomatiques à part entière. Au sein du SED, Rau, qui appliquait les décisions du parti sans les contester, jouissait d'une autorité politique en raison de ses connaissances pointues, de son parcours et de son caractère réservé et pragmatique ».

## Mort, honneurs, mémoire
Rau meurt d’une défaillance cardiaque en mars 1961 à Berlin-Est. Il avait été marié deux fois (à Helene Hess et Elisabeth Bihr) et avait été père de trois fils et d’une fille. Après sa mort, des usines, des écoles, des locaux récréatifs, et de nombreuses rues reçurent son nom. Trois timbres de la RDA portent son effigie.
Rau a reçu les décorations suivantes :
- 1954 : Vaterländische Verdienstorden ordre du Mérite patriotique (RDA) (en or)
- 1956 : Médaille Hans-Beimler
- 1958 : Banner der Arbeit (bannière du Travail)
- 1958 : Médaille des combattants contre le fascisme (RDA) (pour la période 1933 - 1945)
- 1961 : Grand cordon ordre du Nil de la république d'Égypte

L'usine de machinerie lourde de Wildau a porté le nom de Heinrich Rau (de 1952 à 1990), de même que l'escadrille de chasseurs no 9 et l'Institut de formation des agents des douanes de Plessow (Brandebourg).
Les cendres de Heinrich Rau sont déposées au mémorial des socialistes, au cimetière central de Friedrichsfelde (Berlin-Lichtenberg).
En 1966, la RDA conçut une campagne de valorisation de ses combattants mythiques, et choisit comme symbole les brigadistes allemands qui s’étaient signalés par leur lutte anti-fasciste en Espagne. Une série de timbres, à l’effigie de Hans Beimler, Hans Kahle, Ludwig Renn…, fut émise (voir l'illustration du chapitre II).

## Sources
- (en) Cet article est partiellement ou en totalité issu de l’article de Wikipédia en anglais intitulé « Heinrich Rau » (voir la liste des auteurs).
- Biographie de Heinrich Rau sur le Kabinettsprotokolle der Bundesregierung online. Koblenz

- (es) Cet article est partiellement ou en totalité issu de l’article de Wikipédia en espagnol intitulé « XI Brigada Internacional » (voir la liste des auteurs).
- Thomas, Hugh : Historia de la Guerra Civil Española Editorial Grijalbo, Barcelona.  (ISBN 84-253-2767-9)
- les articles "Heinrich Rau" des Wikipedia allemande et espagnole